# Espoontori
Espoontori est un centre commercial du quartier central d'Espoon keskus à Espoo en Finlande.

## Présentation
Espoontori est un centre commercial et un immeuble de bureaux construit en 1987 dans le centre d'Espoo, juste à côté de la gare d'Espoo. 
Espoontori est en face du centre commercial Entresse.
Citycon a acquis Espoontori en 1999.
En août 2017, Citycon a annoncé la vente du centre commercial à la société d'investissement américaine Cerberus Capital Management, et Espoontori a été transféré à Cerberus en novembre 2017,.

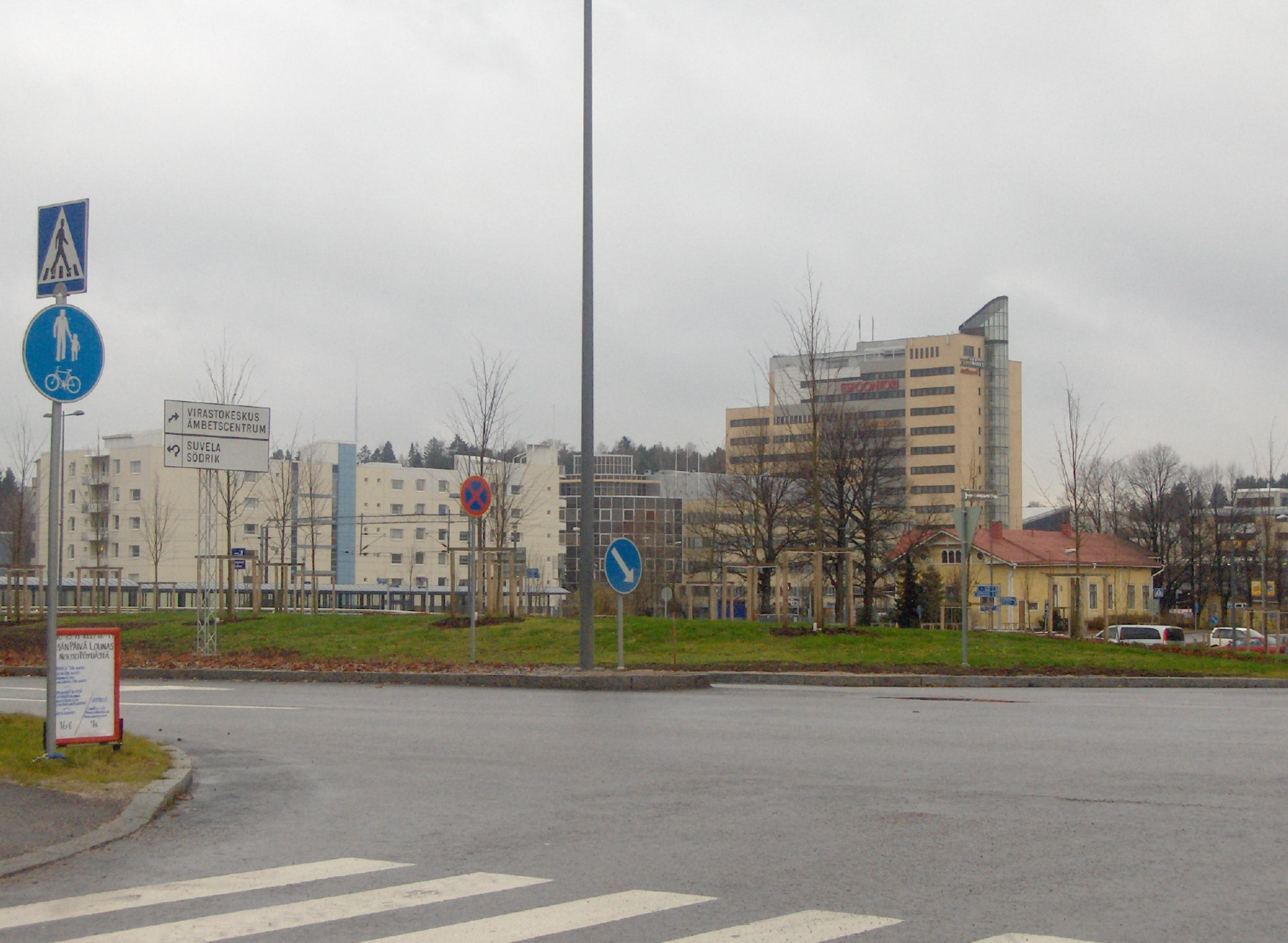
Espoontori au centre d'Espoo.

## Accès
Le centre commercial est accessible avec les lignes de trains de banlieue d'Helsinki E, L, U, X et Y.
Le centre commercial est aussi accessible par les lignes de bus 118, 134, 136, 200, 213, 224, 531, 542 et de nombreuses autres réservant le  terminal de bus de la gare d'Espoo.